# Brody Eldridge
(en) Statistiques sur pro-football-reference
William Brody Eldridge (né le 31 mars 1987 à La Cygne) est un joueur américain de football américain. 

## Lycée
Eldridge étudie à la Prairie View High School de sa ville natale de La Cygne, jouant à de nombreux postes différents comme tight end, linebacker et defensive end. En 2003, il fait 130 tacles et huit sacks en défense ainsi que trente-cinq réceptions et quatre touchdowns, faisant partie des meilleurs joueurs de l'État du Kansas. Pour sa dernière saison lycéenne, il se blesse lors du deuxième match de la saison et ne joue aucun match lors de la saison 2004. Malgré cette blessure, Rivals.com le classe quarante-troisième au classement des defensive end de l'État du Kansas.

## Carrière

### Université
Après avoir passé sa première saison sur le banc (principe de redshirt), Brody débute en 2006 au poste de tight end. Il montre tout de suite ses capacités de tight end bloqueurs dans une équipe comportant trois joueurs à ce poste dont Eldridge. Il reçoit trois ballons lors de cette saison dont un où il effectue dix yards contre l'université d'État de l'Oregon. En 2007, il est déplacé au poste de fullback, commençant six matchs comme tight end. La saison 2008, le voit continuer au poste de fullback et de tight end bloqueurs, commençant les quatre premiers matchs de la saison mais rate les trois matchs suivants à cause d'une blessure. Il marque le premier touchdown de sa carrière universitaire contre l'université d'État de l'Oklahoma après une réception d'un yard.
Pour sa dernière saison à l'université, il débute comme centre mais aussi comme tight end et quelques offensive guard avant de se blesser une nouvelle fois contre l'université du Nebraska. Il finit la saison avec deux réceptions pour dix-neuf yards.

### Professionnel

#### Draft 2010
Eldridge annonce qu'il s'inscrit pour le draft de la NFL lors de la saison 2009. Malgré la blessure de Brody qui le condamne à rester en dehors du terrain pour sa dernière saison universitaire, les pronostics se veulent rassurant car beaucoup de spécialistes pensent que Eldridge sera sélectionné dans les derniers tour. Il est considéré par beaucoup comme un des meilleurs tight end bloqueurs. Il est sélectionné au cinquième tour du draft de la NFL de 2010 par les Colts d'Indianapolis au 162e choix. Il est le second tight end de la promotion 2009 de l'université de l'Oklahoma à être sélectionné lors du draft après son ex-coéquipier Jermaine Gresham, sélectionné au premier tour.

#### Débuts avec les Colts
Brody Eldridge signe un contrat de quatre ans avec Indianapolis, d'une valeur de 1,95 million de dollars. Pour sa première saison, Eldridge est défini comme un centre et un tight end. Il joue quatorze matchs dont huit comme titulaire et reçoit cinq passes pour trente-neuf yards.